# 3824 Brendalee
3824 Brendalee (1929 TK) là một tiểu hành tinh vành đai chính được phát hiện ngày 5 tháng 10 năm 1929 bởi Tombaugh, C. W. ở Flagstaff (LO).